# 费阿尔法文学社
费阿尔法文学社（希腊字符：ΦΑ，英语：Phi Alpha Literary Society）是一个在1845年成立于伊利诺伊州杰克逊维尔伊利诺伊学院的男性文学社。它在伊利诺伊州的学院旧址霍尔比彻进行商务会谈、文学作品制作和其他活动。在1845年9月25日晚上，7位学生聚集在伊利诺伊学院旧宿舍三层的一间小房间内作出了重大的历史性决定。
为了团结那些以获得奖学金为共同纽带、拥有足够相近思想和原则的男性为一个团体，一个新的协会组织起来了。

## 创始人
费阿尔法文学社的7位创始人是：
- 尼希米·赖特
- 罗伯特·威尔逊·戴维森
- 罗伯特·威尔金森
- 威廉·杰恩
- 佛罗伦萨·尤金·鲍德温
- 亨利·史密斯·凡·伊顿
- 格林伯里·里奇利·亨利

第八位与创立有关的人是：
- 派克·克林顿·罗斯[1]

7位创始人在格林伯里里奇利亨利旧宿舍楼三楼东北角的一个房间内建立了这个文学社。“亨利被选为临时主席，同时鲍尔温，杰恩和赖特被任命为编写文学社章程委员会的委员。”。

## 历史
费阿尔法文学社与亚伯拉罕·林肯有着明显的联系。早年间，他在整个学年内为此文学社提供讲座，收益用于扩大文学社的图书馆。创始人之一威廉·杰恩博士曾是“1836年至亚伯拉罕·林肯于1865年去世间亚伯拉罕·林肯的邻居、社友和政治上朋友。”。主要负责将林肯邀请到镇上。结果是，1859年3月11日林肯来到杰克逊维尔，发表了题为“发现和发明”（Discoveries and Inventions）的演讲。据一位当事者的描述，演讲收到了一阵阵发自内心的、热烈的掌声，又补充道“这个演讲很大程度上提及了他发现的辛辣的奇闻异事，是一个极具有娱乐性的演讲”。尽管林肯的演讲明显具有极高的娱乐性，但低上座率也导致了文学社没有从门票收益中赚到多少钱。
1881年5月5日，费阿尔法文学社是美国国内最早在校际辩论中战胜诺克斯学院阿德尔菲文学社的文学社之一。辩论的主题是“禁令”（prohibition）。下面的事件是庆祝为了庆祝1978年伊利诺伊学院150周年而与诺克斯学院对抗的另一场辩论。这次的主题是：“解决：选举团制度应予取消”（Resolved: That the Electoral College Should be Abolished）。
在成立初期，费阿尔法文学社基于其社员广泛的民主选择。费阿尔法的社员同时在两方面讨论奴隶制的问题，现已故的学院院长说“将来在关于奴隶制问题上有麻烦的学生通常都会是费阿尔法文学社的社员” 。在肯塔基州和密苏里州两州交界地带就读于伊利诺伊学院的学生通常会加入费阿尔法文学社。
在美国内战期间费阿尔法的成员在联邦被编号为104，在邦联被编号为12。

## 宗旨
费阿尔法文学社的宗旨在其文学社章程有简明的描述:“文学社的宗旨是应有真理的素养，提高社员的文学水平，和进一步发扬其民主遗产。”文学社还致力于社员社交、沟通和领导能力的开发。

## 运作
正由于其宗旨，费阿尔法文学社整年都承载许多文学功能。每学期举办两场文学作品评鉴。评鉴会包含五件由社员和群众上交的作品。作品范围由自由发言到原创小说的研究简报都有。以及每学期被选举出的原创诗朗诵中的一首诗，和一个主题由会议期间评论家给出的即兴演讲。每学期举办一个类似的会议（称作合作文学会）。此会议由三名社员和三名伊利诺伊学院执教的工作人员组成。
此会议旨在加强校园关系，并为社员提供了学习的机会。
费阿尔法文学社也主持公开辩论以追求更强交际能力。
最后，费阿尔法文学社每周举行采用罗伯特的奥德规则的会议。此会议也用于指导日常运作，和服务于以民主原则选出的费阿尔法文学社的任务。

## 著名会员
自成立以来，费阿尔法文学社吸收了许多成功的男性，例如：
- 威廉·杰恩，1861-1863年达科他州的首任总督,1863年至1846年美国伊利诺伊州的代表。[8]
- 亨利·史密斯·凡·伊顿，1883-1887年美国密西西比州第6区的代表。[9]
- 保罗·芬德利，1961-1982年美国伊利诺伊州第20区的代表。[10]
- 泰勒·史密斯·拉尔夫，1969-1970年的美国参议员。 [來源請求]
- 亨利·理查德·米尔斯，1985-至今美国区法院法官。[11]
- 塞缪尔·W·尼科尔斯, 慈善家，向现被称为伊利诺伊州杰克逊维尔得尼科尔斯公园捐献过财产。[12]
- 威廉·麦肯德里·斯普林格，1875-1895年美国伊利诺伊州的代表。1895-1900年美国印第安纳领土法院的首席法官。[13]

## 著名荣誉会员
费阿尔法文学社除了传统的会员外，也挑选那些感觉表现出费阿尔法文学社特点的人授予荣誉会员的称号，比如第一次应邀到费阿尔法文学社演讲的人。例如：
- 亚伯拉罕·林肯，1861-1865年美国总统，在1859年3月4日入选[4]。
- 保罗·西蒙，1974-1985年美国代表，1985-1997年美国参议员，1988年获民主党总统候选人提名，在1997年入选[14]。
- 艾莉森·堰，自由撰稿人，2004年3月入选。首位授予荣誉会员的女性[15]。
- 大卫·唐纳德·赫伯特，教授和作家，两届普利策奖得主，2002年11月19日入选[16]。
- 肯·布拉德伯里，剧作家，2006年11月6日入选[17]。
- 李·汉密尔顿，1965-1999年美国代表，伍德罗威尔逊国际学者中心主任，2008年4月24日入选[18]。
- 海伦·托马斯，1961-2010年资深白宫记者，2010年4月7日入选[19]。
- 哈拉夫·哈布图尔格，亿万富翁，2010年5月15日入选[20]。